# Історико-краєзнавчий музей міста Миколаєва (Львівської області)
Історико-краєзнавчий музей Миколаєва — освітньо-культурний заклад у м. Миколаєві Львівської області, де зібрано пам'ятки культури та побуту миколаївців.

## Історія закладу
Засновано 1987 року у м. Миколаєві Львівської області з ініціативи вчителя історії Івана Маційовського, який був директором до 2000 року. У 2000—2009 роках музей не функціонував. Від 2009 року завідувачем є краєзнавець Марія Ганич, яка водночас очолює Народний музей імені Уляни Кравченко і Миколи Устияновича, що існує від 1991 року. Сьогодні музей працює частково, оскільки в ньому здійснюють реконструкцію та переоформлення залів. Основні види діяльності: збереження пам'яток культури та побуту миколаївців, пропагування національних традицій України, вивчення історії Миколаївщини, дослідження природи, формування патріотизму та духовної культури.

## Структура і фонди
У фонді — понад 500 експонатів (переважно автентичні). Сьогодні відкриті для огляду лише три зали: етнографічний, природничий та археологічний відділи. В етнографічному відділі музею представлені знаряддя праці для переробки льону. Оскільки гончарство було основним ремеслом міщан, це ремесло широко представлено в експозиції. Особливий інтерес становить гончарний круг та колекція горщиків. Крім того, представлені стенд з матеріалами, присвяченими Андрею Шептицькому та макет Миколаївського цементного заводу. У природничому відділі музею представлено експонати, які інформують про флору та фауну регіону. У відділі археології цікавий стендом, присвяченим Стільському городищу, та колекцією старовинної зброї.
| Текст вилучений зі статті через підозру в порушенні авторських прав |
| --- |
| Текст, що раніше перебував на цій сторінці, запідозрено в порушенні авторських прав на текст із таких джерел: дата-3 травня 2021 Тому, хто повісив цей шаблон: На сторінку обговорення користувача, який розмістив цю статтю, варто додати повідомлення {{subst:nothanks cv\|Історико-краєзнавчий музей міста Миколаєва (Львівської області)\|url=дата-3 травня 2021}} --~~~~. |
| До уваги користувача, який розмістив цю статтю Не редагуйте статтю зараз, навіть якщо ви збираєтеся її переписати. Дотримуйтесь вказівок нижче. - Якщо власник авторських прав на зазначений вище матеріал дозволяє використовувати його на умовах GNU FDL без незмінюваних секцій та Creative Commons із зазначенням автора / розповсюдження на тих самих умовах, будь ласка, сповістіть про це на сторінці обговорення цієї статті. - Якщо правовласником є ви, додайте на зазначеному вище ресурсі примітку: «Матеріали дозволено використовувати на умовах GNU FDL без незмінюваних секцій та Creative Commons із зазначенням автора / розповсюдження на тих самих умовах». - Якщо дозволу на використання цього матеріалу немає, будь ласка, зробіть одне з двох: 1. Напишіть хоча б гарний накид статті на цій підсторінці. Зверніть увагу: не треба копіювати текст, що порушує авторські права, на зазначену підсторінку й редагувати його. Якщо ви взялися за написання нової статті, не забудьте сповістити про це на сторінці обговорення. 2. Залиште все як є, і тоді статтю буде вилучено. У випадку, якщо новий текст написано не буде, цю статтю буде вилучено через тиждень після появи цього попередження (детальніше див. документацію шаблону). Вихідний текст цієї статті з можливим порушенням копірайту можна знайти в історії змін. Зверніть увагу, що розміщення у Вікіпедії матеріалів, автор яких не надав явного дозволу на їхнє використання відповідно до ліцензії GNU FDL без незмінюваних секцій та Creative Commons із зазначенням автора / розповсюдження на тих самих умовах, може бути порушенням законів про авторське право. Користувачів, які додають до Вікіпедії такі матеріали, може бути тимчасово позбавлено права редагувати статті. Попри все, ми завжди раді вашим оригінальним статтям. Дякуємо. Цю сторінку внесено до категорії Вікіпедія:Можливе порушення авторських прав. |

## Галерея

Експозиція музею
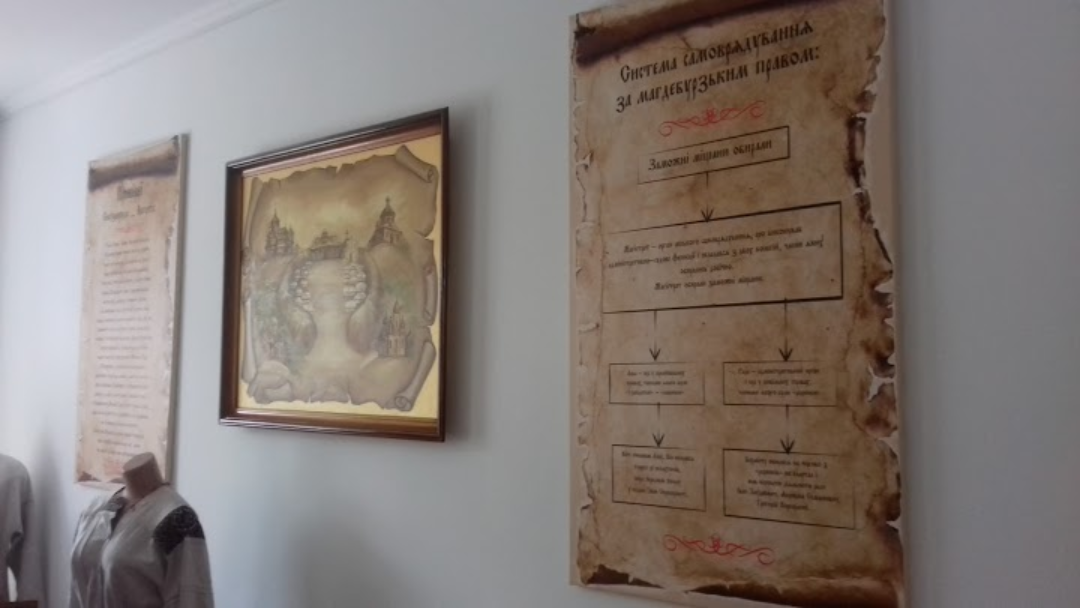
Експонат
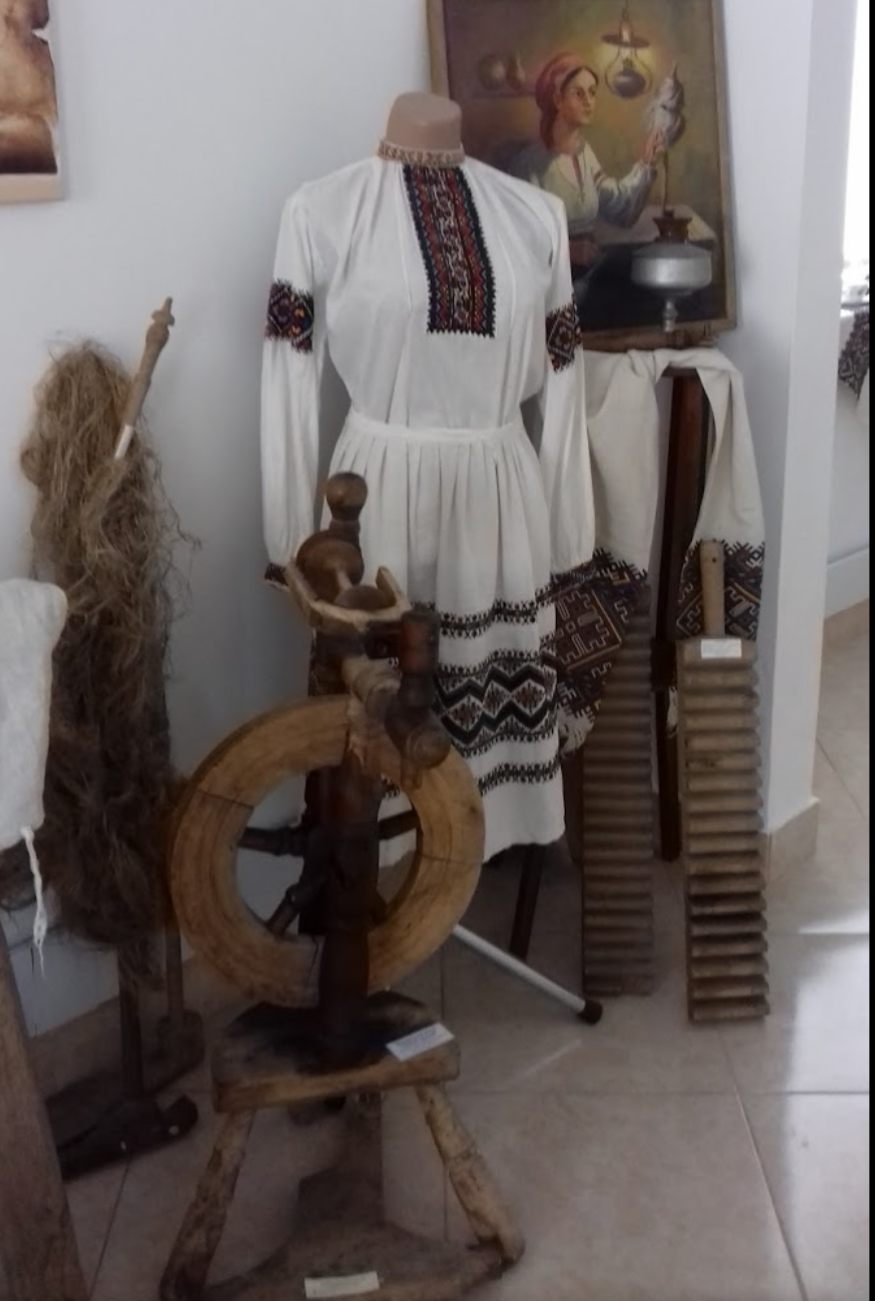
Вишивка